# Деркач, Борис Андреевич
Борис Андреевич Дерка́ч (1929—2007) — советский и украинский литературовед и литературный критик. Доктор филологических наук (1975).

## Биография
Родился 17 октября 1929 года в селе Нехайки (ныне Драбовский район, Черкасская область, Украина). В 1931 году семья переехала в Киев. В 1941 года вместе с матерью был эвакуирован в Чимкент, после освобождения Украины в 1944 вернулся в Киев, где продолжил учебу в средней школе, а 10-й класс окончил в родном селе Нехайки. В 1952 окончил КГУ имени Т. Г. Шевченко по специальности «филолог русского языка и литературы». После окончания аспирантуры Института литературы имени Т. Г. Шевченко АН УССР в 1956 году защитил кандидатскую диссертацию «Драматургия И. А. Крылова».

## Карьера
- С 1955 работает в Институте литературы имени Т. Г. Шевченко АН УССР. Ст. н. с. с 1960 года; учёный секретарь (с 1964 года).
- Во второй половине 1973 года возглавил отдел украинской дооктябрьской литературы и руководил им до 1981 года.
- В 1973—1978 годах был членом редколлегии журнала «Советское литературоведение»,
- С 1978 года — член редакционного совета издательства «Днепр», заместитель председателя редколлегии издания «Литературная классика» в 70 томах.
- С марта 1994 года — в отделе шевченковедения (тогда — группа ШЕ). Вёл (совместно с И. Бажиновым) тему связей творчества Шевченко с украинской и российской литературой.

## Произведения
Исследовал историю украинской и русской дооктябрьской литературы, украинско-русские литературные взаимосвязи.
Автор монографий:
- «С. Васильченко» (1957),
- «Украинская переводная повесть XVII—XVIII вв.» (1961),
- «Крылов» (1969),
- «Е. П. Гребёнка» (1973),
- «И. А. Крылов и развитие жанра басни в украинской дооктябрьской литературе» (1974),
- «Л. И Глебов» (1982),
- «П. П. Белецкий-Носенко» (1988).

Один из составителей литературного наследия Г. С. Сковороды, И. П. Котляревского, П. Белецкого-Носенко, П. П. Гулака-Артемовского, Е. П. Гребёнки, И. Я. Франко, А. Васильченко.

## Награды и премии
- Почётная грамота Президиума НАНУ.
- Государственная премия УССР имени Т. Г. Шевченко (1988) — за разработку научных принципов, составление, подготовку текстов и комментарии собрания сочинений И. Я. Франко в 50 томах